# Whiteochloa
Whiteochloa é um género botânico pertencente à família Poaceae.